# مار آبی (گونه)
مار آبی یا مار سبزه (نام علمی: Natrix natrix) نام یک گونه از سرده مار آبی است.